# David Clennon
David Clennon (nacido el 10 de mayo de 1943) es un actor estadounidense. Es conocido por los múltiples trabajos en televisión de su país como Ghost Whisperer (2005 - 2010),  y por su papel de Palmer en la película de John Carpenter, The Thing (1982). Ha sido elegido frecuentemente en películas dirigidas por Hal Ashby o Costa-Gavras. Es activista político y se ha opuesto en contra de films que narren la guerra de Vietnam de manera banal; llegando a no querer participar en nominar a  los Premios Emmy al documental de Ken Burns, The Vietnam War por ello.

## Filmografía
- The Paper Chase (1973) - Toombs
- Helter Skelter - Harry Jones
- Esta tierra es mi tierra (1976) - Carl
- The Greatest (1977)
- Coming Home (1978) - Tim
- Gray Lady Down (1978) - Crew member of USS Neptune
- Go Tell the Spartans (1978) - Lt. Finley Wattsberg
- On the Yard (1978) - Psiquiatra
- Billy in the Lowlands (1979) - Trabajador social
- Being There (1979) - Thomas Franklin
- Hide in Plain Sight (1980) - Richard Fieldston
- WKRP in Cincinnati (1981, TV Series) - Norris Breeze
- The Thing (1982) - Palmer
- The Escape Artist (1982) - Editor de un periódico
- Missing (1982) - Consul Phil Putnam
- Ladies and Gentlemen, The Fabulous Stains (1982) - Dave Robell - el Agente
- Special Bulletin (1983, película para televisión) - Dr. Bruce Lyman
- Star 80 (1983) - Geb
- Hanna K. (1983) - Amnon
- The Right Stuff (1983) - Liaison Man
- Falling in Love (1984) - Brian Gilmore
- Sweet Dreams (1985) - Randy Hughes
- Legal Eagles (1986) - Blanchard
- The Trouble with Dick (1986) - Lars
- He's My Girl (1987) - Mason Morgan
- The Couch Trip (1988) - Lawrence Baird
- Betrayed (1988) - Jack Carpenter
- Downtown (1990) - Jerome Sweet
- Light Sleeper (1992) - Robert
- Man Trouble (1992) - Lewie Duart
- Matinee (1993) - Jack
- And the Band Played On (1993, película para televisión) - Mr. Johnstone
- Dos crímenes (1994) - Jim
- Tecumseh: The Last Warrior (1995) - William Henry Harrison
- Grace of My Heart (1996) - Dr. 'Jonesy' Jones
- From the Earth to the Moon (1998, miniserie) - Dr. Leon (Lee) Silver
- Playing by Heart (1998) - Martin (sin acreditar)
- The Visit (2000) - Miembro de la Junta de Libertad Condicional Brenner
- Once and Again (2000-2001) - Miles Drentell
- Antitrust (2001) -  Barry Linder (sin acreditar)
- Silver City (2004) - Mort Seymour
- Constellation (2005) - Bear Korngold
- Syriana (2005) - Donald
- Life of the Party (2005) - Jack
- Flags of Our Fathers (2006) - Oficial de la Casa Blanca
- Saving Sarah Cain (2007) - Homeless Man
- Convention (2008) - Sen. Chuck McGee
- Extraordinary Measures (2010) - Dr. Renzler
- The Good Doctor (2011) - Dr. Harbison
- Ghost Phone: Phone Calls from the Dead (2011) - Hamilton
- J. Edgar (2011) - Senador amistoso
- Mr. Jones (2013) - El curador
- House of Cards (2014, serie) - Ted Havemeyer
- Gone Girl (2014) - Rand Elliott
- Amigo Undead (2015) - Viejo
- Vacation (2015) - Harry, el copiloto
- Reversion (2015) - Ciespy
- Welcome to the Men's Group (2016) - Fred